# Martin-pêcheur à ventre roux
Megaceryle torquata
Espèce
Synonymes
Ceryle torquata
Ceryle torquatus
Statut de conservation UICN

 LC  : Préoccupation mineure
Le  Martin-pêcheur à ventre roux (Megaceryle torquata) est une des quatre espèces du genre Megaceryle.

## Description
Cette espèce mesure environ 41 cm de longueur. Elle présente un dimorphisme sexuel. Chez les deux sexes, la tête arborant une huppe hirsute, le dos et les ailes sont gris ardoise, la gorge et le cou blancs tandis que le ventre est roux (d'où le nom spécifique). La poitrine est également rousse chez le mâle tandis qu'elle est gris ardoise soulignée d'une ligne blanche chez la femelle.
|  |  |

## Répartition
Cet oiseau vit sur le continent américain, du sud du Texas, Amériques Centrale (du Costa Rica aux Antilles) et du Sud jusqu’en Terre de Feu.

## Habitat
Cette espèce fréquente les rivières, les lacs et les estuaires.

## Sous-espèces
Cet oiseau est représenté par 3 sous-espèces :
- Megaceryle torquata stellata (Meyen, 1834) ;
- Megaceryle torquata stictipennis (Lawrence, 1885) ;
- Megaceryle torquata torquata (Linnaeus, 1766).

## Écologie

### Alimentation

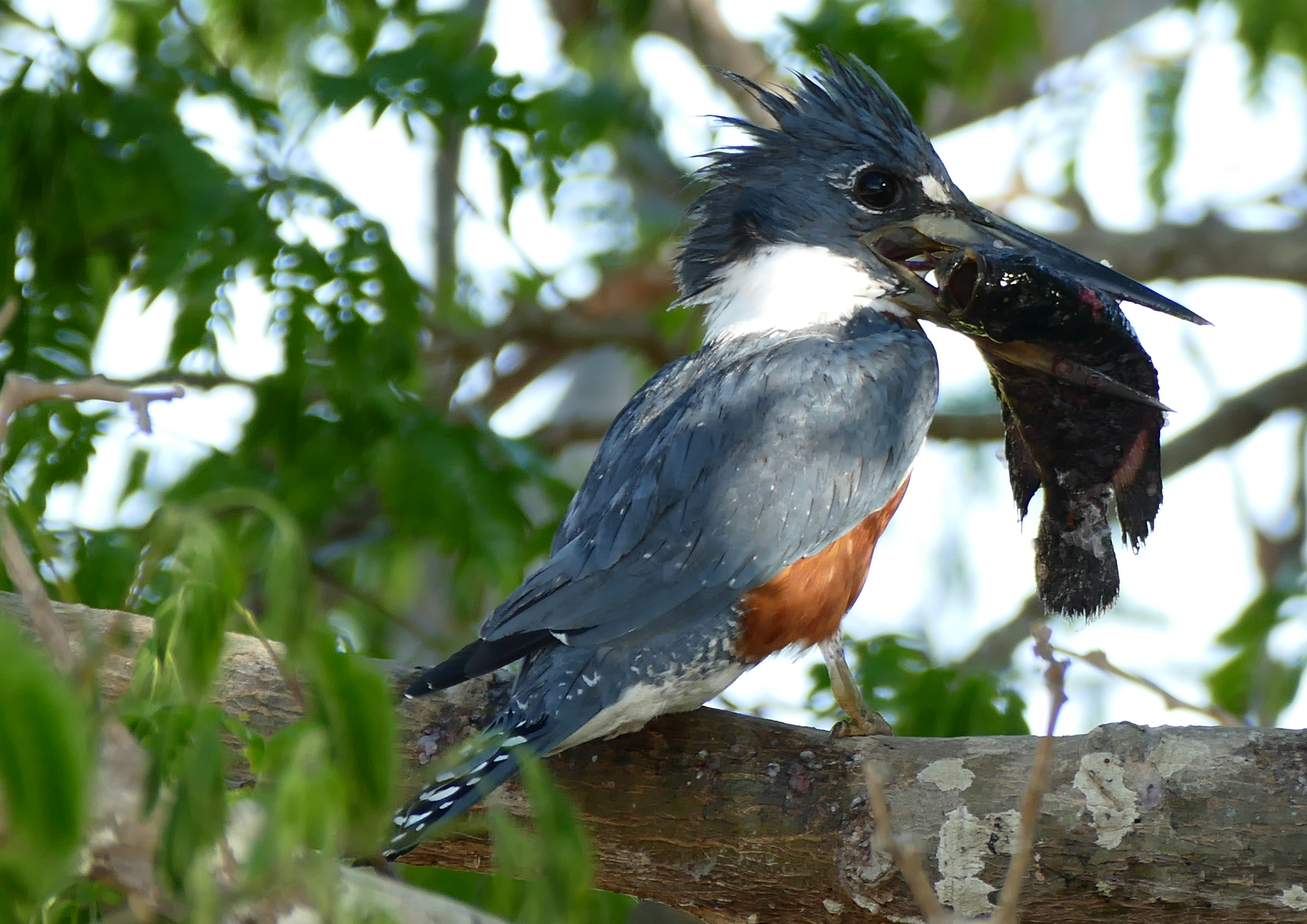
Megaceryle torquata ayant capturé un Cichlidé (Mato Grosso, Brésil)

Megaceryle torquata se nourrit principalement de poissons mais également, occasionnellement, d'insectes, de grenouilles, de salamandres et de petits reptiles aquatiques.